# Довгаль, Анатолий Иванович
Анато́лий Ива́нович Довга́ль (укр. Анатолій Іванович Довгаль; род. 29 января 1976, Лубны, Полтавская область) — украинский легкоатлет, специалист по бегу на короткие дистанции. Выступал за сборную Украины по лёгкой атлетике в 1995—2009 годах, чемпион Европы, обладатель бронзовой медали чемпионата Европы в помещении, многократный победитель и призёр первенств национального значения, участник летних Олимпийских игр в Сиднее. Мастер спорта Украины международного класса.

## Биография
Анатолий Довгаль родился 29 января 1976 года в городе Лубны Полтавской области Украинской ССР.
Занимался лёгкой атлетикой в Харькове, окончил харьковское Училище олимпийского резерва Государственного экспериментального учебно-спортивного центра по лёгкой атлетике (1996) и Харьковскую государственную академию физической культуры (2005). Представлял Вооружённые силы Украины, тренеры — В. Нестеров, В. Поздняков.
Впервые заявил о себе на международном уровне в сезоне 1995 года, когда вошёл в состав украинской национальной сборной и выступил в беге на 100 метров на юниорском европейском первенстве в Ньиредьхазе.
В 1998 году впервые одержал победу на чемпионате Украины в дисциплине 100 метров, выступил на чемпионате Европы в Будапеште.
В 1999 году в 100-метровом беге победил на Всемирных военных играх в Загребе.
В 2000 году бежал 60 метров на чемпионате Европы в помещении в Генте. Благодаря череде удачных выступлений удостоился права защищать честь страны на летних Олимпийских играх в Сиднее — в программе бега на 100 метров на предварительном квалификационном этапе показал результат 10,48, чего оказалось недостаточно для выхода в следующую стадию соревнований.
На чемпионате Украины 2001 года был лучшим на дистанциях 100 и 200 метров.
В 2002 году взял бронзу в дисциплине 60 метров на чемпионате Европы в помещении в Вене, тогда как в эстафете 4 × 100 метров с национальным рекордом Украины 38,53 завоевал золото на чемпионате Европы в Мюнхене и стал четвёртым на Кубке мира в Мадриде.
В 2003 году в беге на 60 метров дошёл до полуфинала на чемпионате мира в помещении в Бирмингеме.
В 2006 году в дисциплине 60 метров финишировал вторым на Кубке Европы в помещении в Льевене, остановился в полуфинале на чемпионате мира в помещении в Москве. На чемпионате Европы в Гётеборге стартовал в индивидуальном беге на 100 метров и в эстафете 4 × 100 метров — во втором случае стал в финале седьмым.
В 2009 году принимал участие в эстафете 4 × 100 метров в Суперлиге командного чемпионата Европы в Лейрии.
Завершил спортивную карьеру по окончании сезона 2010 года.
За выдающиеся спортивные достижения удостоен почётного звания «Мастер спорта Украины международного класса» (2000).